# Гемодинамика

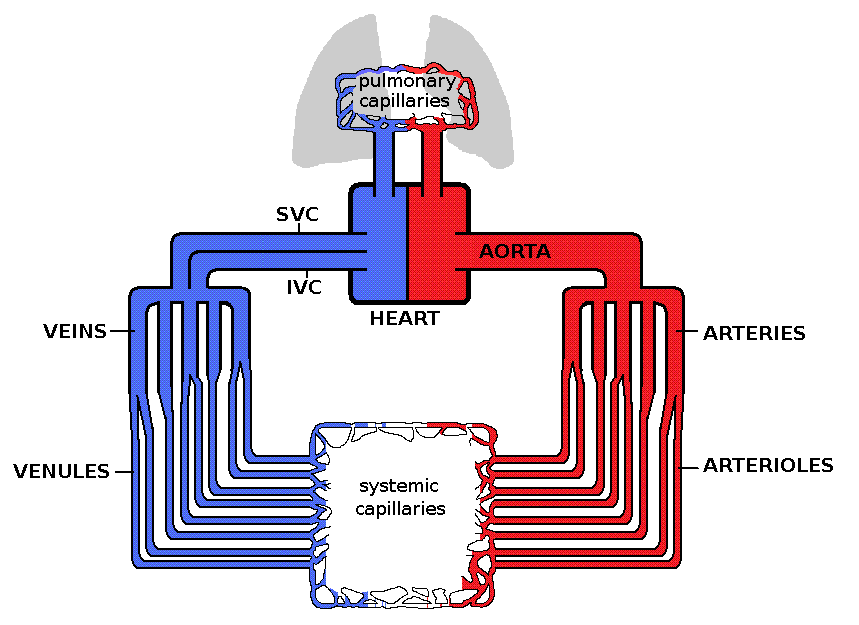
Схематичное изображение кровеносной системы

Гемодина́мика — движение крови по сосудам, возникающее вследствие разности гидростатического давления в различных участках кровеносной системы (кровь движется из области высокого давления в область низкого). Зависит от сопротивления току крови стенок сосудов и вязкости самой крови. Одним из наиболее важных показателей гемодинамики принято считать минутный объем кровообращения.
Гемодинамика — это отрасль науки, посвящённая изучению закономерностей движения крови в сосудистом русле и развивающейся на стыке двух наук — гидродинамики и биологии. Предмет гемодинамики как науки предполагает изучение: 
- реологических свойств крови, включая динамику и геометрию основных элементов дисперсной фазы — эритроцитов;
- механики сердечного сокращения, насосной функции сердца и сердечного выброса;
- упругих свойств стенок различных сегментов сосудов, динамики гладкомышечного сокращения и расслабления, механизмов формирования сосудистого тонуса;
- особенностей параметров тока крови в магистральных, резистивных, капиллярных и венозных сосудах;
- артериального и венозного давления, механизмов формирования артериальной пульсовой волны и звуковых феноменов, связанных с движением крови;
- принципов и механизмов управления гемодинамикой, её адаптивной регуляцией.

Существует множество нарушений гемодинамики, связанных с травмами, переохлаждениями, ожогами и т. д.

## Основные закономерности

### Равенство объёмов кровотока
Объём крови, протекающей через поперечное сечение сосуда в единицу времени, называют объёмной скоростью кровотока (мл/мин). Объёмная скорость кровотока через большой и малый круг кровообращения одинакова. Объём кровотока через аорту или лёгочный ствол равен объёму кровотока через суммарное поперечное сечение сосудов на любом отрезке кругов кровообращения.

### Движущая сила кровотока
Это разность кровяного давления между проксимальным и дистальным участками сосудистого русла. Давление крови создаётся давлением сердца и зависит от упруго-эластических свойств сосудов.
Поскольку давление в артериальной части кругов кровообращения является пульсирующим в соответствии с фазами работы сердца, для его гемодинамической характеристики принято использовать величину среднего давления (Pср.). Это усреднённое давление, которое обеспечивает такой же эффект движения крови, как и пульсирующее давление. Среднее давление в аорте равно примерно 100 мм рт. ст. Давление в полых венах колеблется около нуля. Таким образом, движущая сила в большом круге кровообращения равна разнице между этими величинами, то есть 100 мм рт. ст. Среднее давление крови в лёгочном стволе менее 20 мм рт. ст., в лёгочных венах близко к нулю — следовательно, движущая сила в малом круге — 20 мм рт. ст., то есть в 5 раз меньше, чем в большом. Равенство объёмов кровотока в большом и малом круге кровообращения при существенно различающейся движущей силе связано с различиями в сопротивлении току крови — в малом круге оно значительно меньше.

### Сопротивление в кровеносной системе
Если общее сопротивление току крови в сосудистой системе большого круга принять за 100 %, то в разных её отделах сопротивление распределяется следующим образом. В аорте, крупных артериях и их ветвях сопротивление току крови составляет около 19 %; на долю мелких артерий (диаметром менее 100 мкм) и артериол приходится 50 % сопротивления; в капиллярах сопротивление составляет примерно 25 %, в венулах — 4 %, в венах — 3 %. Общее периферическое сопротивление сосудов (ОПСС) — это суммарное сопротивление параллельных сосудистых сетей большого круга кровообращения. Оно зависит от градиента давления ({\displaystyle \Delta }P) в начальном и конечном отделах большого круга кровообращения и объёмной скорости кровотока (Q). Если градиент давления равен 100 мм рт. ст., а объёмная скорость кровотока — 95 мл/с, то величина ОПСС составит:
ОПСС={\displaystyle {\frac {\Delta P}{Q}}}=100 мм рт. ст. × 133 Па / 95 мл/с = 140 Па·с/см³
(1 мм рт. ст. = 133 Па)
В сосудах малого круга кровообращения общее сопротивление равно примерно 11 Па·с/мл.
Сопротивление в региональных сосудистых сетях различно, оно наименьшее в сосудах чревной области, наибольшее в коронарном сосудистом русле.
Согласно законам гидродинамики, сопротивление току крови зависит от длины и радиуса сосуда, по которому течёт жидкость, и от вязкости самой жидкости. Эти взаимоотношения описывает формула Пуазейля:
{\displaystyle R={\frac {8\nu L}{\pi r^{4}}}},
где R — гидродинамическое сопротивление, L — длина сосуда, r — радиус сосуда, {\displaystyle \nu } — вязкость крови, {\displaystyle \pi } — отношение длины окружности к диаметру.
Применительно к системе кровообращения длина сосудов довольно постоянна, а радиус сосуда и вязкость крови — переменные параметры. Наиболее изменчивым является радиус сосуда, и именно он вносит существенный вклад в изменения сопротивления току крови при различных состояниях организма, так как величина сопротивления зависит от радиуса, возведённого в четвёртую степень. Вязкость крови связана с содержанием в ней белков и форменных элементов. Эти показатели могут меняться при различных состояниях организма — анемии, полицитемии, гиперглобулинемии, а также различаются в отдельных региональных сетях, в сосудах разного типа и даже в ветвях одного сосуда. Так, в зависимости от диаметра и угла отхождения ветви от основной артерии в ней может меняться соотношение объёмов форменных элементов и плазмы. Это связано с тем, что в пристеночном слое крови больше доля плазмы, а в осевом — эритроцитов, поэтому при дихотомическом делении сосуда меньшая по диаметру ветвь или ветвь, отходящая под прямым углом, получает кровь с большим содержанием плазмы. Вязкость движущейся крови меняется в зависимости от характера кровотока и диаметра сосудов.
Длина сосуда как фактор, влияющий на сопротивление, имеет значение для понимания того, что наибольшее сопротивление току крови оказывают артериолы, имеющие относительно большую длину при малом радиусе, а не капилляры: их радиус сопоставим с радиусом артериол, но капилляры короче. Из-за большого сопротивления току крови в артериолах, которое к тому же может значительно меняться при их сужении или расширении, артериолы называют «кранами» сосудистой системы. Длина сосудов меняется с возрастом (пока человек растёт), в скелетных мышцах длина артерий и артериол может меняться при сокращении и растяжении мышц.
Сопротивление току крови и вязкость зависят также от характера кровотока — турбулентного или ламинарного. В условиях физиологического покоя почти во всех отделах кровеносной системы наблюдается ламинарное, то есть слоистое течение крови, без завихрений и перемешивания слоёв. Вблизи стенки сосуда располагается слой плазмы, скорость движения которого ограничивается неподвижной поверхностью стенки сосуда, по оси с большой скоростью движется слой эритроцитов. Слои скользят относительно друг друга, что создаёт сопротивление (трение) для течения крови как гетерогенной жидкости. Между слоями возникает напряжение сдвига, тормозящее движение более быстрого слоя. Согласно уравнению Ньютона, вязкость движущейся жидкости ({\displaystyle \nu }) прямо пропорциональна величине напряжения сдвига ({\displaystyle \tau }) и обратно пропорциональна разнице скоростей движения слоёв ({\displaystyle \gamma }) : ν=τ/γ. Поэтому при снижении скорости движения крови вязкость увеличивается, в физиологических условиях это проявляется в сосудах с малым диаметром. Исключением являются капилляры, в которых эффективная вязкость крови достигает значений вязкости плазмы, то есть снижается в 2 раза благодаря особенностям движения эритроцитов. Они скользят, двигаясь друг за другом (по одному в цепочке) в «смазочном» слое плазмы и деформируясь в соответствии с диаметром капилляра.
Для турбулентного течения характерно наличие завихрений, при этом кровь перемещается не только параллельно оси сосуда, но и перпендикулярно ей. Турбулентное течение наблюдается в проксимальных отделах аорты и лёгочного ствола в период изгнания крови из сердца, локальные завихрения могут создаваться в местах разветвлений и сужений артерий, в области крутых изгибов артерий. Движение крови может стать турбулентным во всех крупных артериях при возрастании объёмной скорости кровотока (например, при интенсивной мышечной работе) или снижении вязкости крови (при выраженной анемии). Турбулентное движение существенно увеличивает внутреннее трение крови, и для её продвижения требуется значительно большее давление, при этом нагрузка на сердце увеличивается.
Таким образом, разница давлений и сопротивление кровотоку являются факторами, влияющими на объём кровотока (Q) в целом в сосудистой системе и в отдельных региональных сетях: он прямо пропорционален разности давлений крови в начальном (P1) и конечном (P2) отделах сосудистой сети и обратно пропорционален сопротивлению (R) току крови:
{\displaystyle Q={\frac {P_{1}-P_{2}}{R}}}
Увеличение давления или уменьшение сопротивления току крови на системном, региональном, микроциркуляторном уровнях повышают объём кровотока соответственно в системе кровообращения, в органе или микрорегионе, а уменьшение давления или увеличение сопротивления уменьшают объём кровотока.

## Функциональная классификация сосудов

### Амортизирующие сосуды
Это аорта, лёгочная артерия и их крупные ветви, то есть сосуды эластического типа.
Специфическая функция этих сосудов — поддержание движущей силы кровотока в диастолу желудочков сердца. Здесь сглаживается перепад давления между систолой, диастолой и покоем желудочков за счёт эластических свойств стенки сосудов. В результате в период покоя давление в аорте поддерживается на уровне 80 мм рт. ст., что стабилизирует движущую силу, при этом эластические волокна стенок сосудов отдают накопленную во время систолы потенциальную энергию сердца и обеспечивают непрерывность тока крови и давление по ходу сосудистого русла. Эластичность аорты и лёгочной артерии смягчает также гидравлический удар крови во время систолы желудочков. Изгиб аорты повышает эффективность перемешивания крови (основное перемешивание, создание однородности транспортной среды происходят в сердце).

### Сосуды распределения
Это средние и мелкие артерии мышечного типа регионов и органов; их функция — распределение потока крови по всем органам и тканям организма. Вклад этих сосудов в общее сосудистое сопротивление небольшой и составляет 10-20 %. При увеличении запроса ткани диаметр сосуда подстраивается к повышенному кровотоку в соответствии с изменением линейной скорости за счёт эндотелийзависимого механизма. При увеличении скорости сдвига пристеночного слоя крови апикальная мембрана эндотелиоцитов деформируется, и они синтезируют оксид азота (NO), который снижает тонус гладких мышц сосуда, то есть сосуд расширяется. Изменения сопротивления и пропускной способности этих сосудов модулируются нервной системой. Например, снижение активности симпатических волокон, иннервирующих позвоночные и внутренние сонные артерии, увеличивает мозговой кровоток на 30 %, а активация снижает кровоток на 20 %. По-видимому, в ряде случаев сосуды распределения могут стать лимитирующим звеном, препятствующим значительному увеличению кровотока в органе, несмотря на метаболический запрос, например коронарные и мозговые сосуды, поражённые атеросклерозом. Предполагают, что нарушение эндотелийзависимого механизма, регулирующего соответствие между линейной скоростью кровотока и тонусом сосудов, в частности, в артериях ног может служить причиной развития гипоксии в мышцах нижних конечностей при нагрузке у лиц с облитерирующим эндартериитом.

### Сосуды сопротивления
К ним относят артерии диаметром меньше 100 мкм, артериолы, прекапиллярные сфинктеры, сфинктеры магистральных капилляров. На долю этих сосудов приходится около 50-60 % общего сопротивления кровотоку, с чем и связано их название. Сосуды сопротивления определяют кровоток системного, регионального и микроциркуляторного уровня. Суммарное сопротивление сосудов разных регионов формирует системное диастолическое артериальное давление, изменяет его и удерживает на определённом уровне в результате общих нейрогенных и гуморальных изменений тонуса этих сосудов. Разнонаправленные изменения тонуса сосудов сопротивления разных регионов обеспечивают перераспределение объёмного кровотока между регионами. В регионе или в органе они перераспределяют кровоток между работающими и неработающими микрорегионами, то есть управляют микроциркуляцией. Наконец, сосуды сопротивления микрорегиона распределяют кровоток между обменной и шунтовой цепями, определяют количество функционирующих капилляров.

### Обменные сосуды (капилляры)
Частично транспорт веществ происходит также в артериолах и венулах. Через стенку артериол легко диффундирует кислород (в частности, этот путь играет важную роль в снабжении кислородом нейронов мозга), а через люки венул (межклеточные поры диаметром 10-20 нм) осуществляется диффузия из крови белковых молекул, которые в дальнейшем попадают в лимфу.
Гистологически, по строению стенки, выделяют три типа капилляров.
Сплошные (соматические) капилляры. Их эндотелиоциты лежат на базальной мембране, плотно прилегая друг к другу, межклеточные щели между ними имеют ширину 4-5 нм (межэндотелиальные поры). Через поры такого диаметра проходят вода, водорастворимые неорганические и низкомолекулярные органические вещества (ионы, глюкоза, мочевина), а для более крупных водорастворимых молекул стенка капилляров является барьером (гистогематическим, гематоэнцефалическим). Этот тип капилляров представлен в скелетных мышцах, коже, лёгких, центральной нервной системе.
Окончатые (висцеральные) капилляры. От сплошных капилляров отличаются тем, что в эндотелиоцитах есть фенестры (окна) диаметром 20-40 нм и более, образованные в результате слияния апикальной и базальной фосфолипидных мембран. Через фенестры могут проходить крупные органические молекулы и белки, необходимые для деятельности клеток или образующиеся в результате неё. Капилляры этого типа находятся в слизистой оболочке желудочно-кишечного тракта, в почках, железах внутренней и внешней секреции.
Несплошные (синусоидные) капилляры. У них нет базальной мембраны, а межклеточные поры имеют диаметр до 10-15 нм. Такие капилляры имеются в печени, селезёнке, красном костном мозге; они хорошо проницаемы для любых веществ и даже для форменных элементов крови, что связано с функцией соответствующих органов.

### Шунтирующие сосуды
К ним относят артериоловенулярные анастомозы. Их функции — шунтирование кровотока. Истинные анатомические шунты (артериоловенулярные анастомозы) есть не во всех органах. Наиболее типичны эти шунты для кожи: при необходимости уменьшить теплоотдачу кровоток по системе капилляров прекращается и кровь (тепло) сбрасывается по шунтам из артериальной системы в венозную. В других тканях функцию шунтов при определённых условиях могут выполнять магистральные капилляры и даже истинные капилляры (функциональное шунтирование). В этом случае также уменьшается транскапиллярный поток тепла, воды, других веществ и увеличивается транзитный перенос в венозную систему. В основе функционального шунтирования лежит несоответствие между скоростями конвективного и транскапиллярного потока веществ. Например, в случае повышения линейной скорости кровотока в капиллярах некоторые вещества могут не успеть продиффундировать через стенку капилляра и с потоком крови сбрасываются в венозное русло; прежде всего это касается водорастворимых веществ, особенно медленно диффундирующих. Кислород также может шунтироваться при высокой линейной скорости кровотока в коротких капиллярах.

### Ёмкостные (аккумулирующие) сосуды
Это посткапиллярные венулы, венулы, мелкие вены, венозные сплетения и специализированные образования — синусоиды селезёнки. Их общая ёмкость составляет около 50 % всего объёма крови, содержащейся в сердечно-сосудистой системе. Функции этих сосудов связаны со способностью изменять свою ёмкость, что обусловлено рядом морфологических и функциональных особенностей ёмкостных сосудов.
Посткапиллярные венулы образуются при объединении нескольких капилляров, диаметр их около 20 мкм, они в свою очередь объединяются в венулы диаметром 40—50 мкм. Венулы и вены широко анастомозируют друг с другом, образуя венозные сети большой ёмкости. Ёмкость их может меняться пассивно под давлением крови в результате высокой растяжимости венозных сосудов и активно, под влиянием сокращения гладких мышц, которые имеются в венулах диаметром 40—50 мкм, а в более крупных сосудах образуют непрерывный слой. В замкнутой сосудистой системе изменение ёмкости одного отдела влияет на объём крови в другом, поэтому изменения ёмкости вен влияют на распределение крови во всей системе кровообращения, в отдельных регионах и микрорегионах. Ёмкостные сосуды регулируют наполнение («заправку») сердечного насоса, а следовательно, и сердечный выброс. Они демпфируют резкие изменения
объёма крови, направляемой в полые вены, например, при ортоклиностатических перемещениях человека, осуществляют временное (за счёт снижения скорости кровотока в ёмкостных сосудах региона) или длительное (синусоиды селезёнки) депонирование крови, регулируют линейную скорость органного кровотока и давление крови в капиллярах микрорегионов, то есть влияют на процессы диффузии и фильтрации.
Венулы и вены богато иннервированы симпатическими волокнами. Перерезка нервов или блокада адренорецепторов приводят к расширению вен, что может существенно увеличить площадь поперечного сечения, а значит и ёмкость венозного русла, которая может возрастать на 20 %. Эти изменения свидетельствуют о наличии нейрогенного тонуса ёмкостных сосудов. При стимулировании адренергических нервов из ёмкостных сосудов изгоняется до 30 % объёма крови, содержащейся в них, ёмкость вен уменьшается. Пассивные изменения ёмкости вен могут возникать при сдвигах трансмурального давления, например, в скелетных мышцах после интенсивной работы, в результате снижения тонуса мышц и отсутствия их ритмической деятельности; при переходе из положения лежа в положение стоя под влиянием гравитационного фактора (при этом увеличивается ёмкость венозных сосудов ног и брюшной полости, что может сопровождаться падением системного артериального давления).
Временное депонирование связано с перераспределением крови между ёмкостными сосудами и сосудами сопротивления в пользу ёмкостных и снижением линейной скорости циркуляции. В состоянии покоя до 50 %
объёма крови функционально выключено из кровообращения: в венах подсосочкового сплетения кожи может находиться до 1 л крови, в печеночных — 1 л, в лёгочных — 0,5 л. Длительное депонирование — это депонирование крови в селезёнке в результате функционирования специализированных образований
— синусоидов (истинных депо), в которых кровь может задерживаться на длительное время и по мере необходимости выбрасываться в кровоток.

### Сосуды возврата крови в сердце
Это средние, крупные и полые вены, выполняющие роль коллекторов, через которые обеспечивается региональный отток крови, возврат её к сердцу. Ёмкость этого отдела венозного русла составляет около 18 % и в физиологических условиях изменяется мало (на величину менее 1/5 от исходной ёмкости). Вены, особенно поверхностные, могут увеличивать объём содержащейся в них крови за счёт способности стенок к растяжению при повышении трансмурального давления.

## Основные параметры сердечно-сосудистой системы

### Поперечное сечение сосудов
Наименьшую общую площадь поперечного сечения всего кровеносного русла имеет аорта — 3—4 см² (см. табл.).
| Показатель                        | Аорта | Капилляры | Полые вены |
| --------------------------------- | ----- | --------- | ---------- |
| Поперечное сечение, см²           | 3-4   | 2500-3000 | 6-8        |
| Линейная скорость (средняя), см/с | 20-25 | 0,03-0,05 | 10-15      |
| Давление (среднее), мм рт. ст.    | 100   | 30-15     | 6-0        |

Суммарное поперечное сечение ветвей аорты значительно больше, а так как каждая артерия дихотомически делится, то дистальные отделы артериального русла имеют все большую и большую суммарную площадь сечения. Самая большая площадь у капилляров: в большом круге кровообращения она составляет в покое 3000 см². Затем, по мере слияния венул и вен в более крупные сосуды суммарное поперечное сечение уменьшается, и у полых вен оно примерно в 2 раза больше, чем в аорте, — 6—8 см².

### Объём крови в кровеносной системе
У взрослого человека примерно 84 % всей крови содержится в большом круге кровообращения, 9 % — в малом, 7 % — в сердце (в конце общей паузы сердца; подробнее см. табл. ниже).
| Отдел            | Объём крови, % |
| ---------------- | -------------- |
| Сердце (в покое) | 7              |
| Аорта и артерии  | 14             |
| Капилляры        | 6              |
| Вены             | 64             |
| Малый круг       | 9              |

### Объёмная скорость кровотока
в сердечно-сосудистой системе составляет 4—6 л/мин, она распределяется по регионам и органам в зависимости от интенсивности их метаболизма в состоянии функционального покоя и при деятельности (при активном состоянии тканей кровоток в них может возрастать в 2—20 раз). На 100 г ткани объём кровотока в покое равен в мозге 55, в сердце — 80, в печени — 85, в почках — 400, в скелетных мышцах — 3 мл/мин.
Наиболее распространённые методы измерения объёмной скорости кровотока у человека — окклюзионная плетизмография и реография. Окклюзионная плетизмография основана на регистрации увеличения объёма сегмента конечности (или органа — у животных) в ответ на прекращение венозного оттока при сохранении артериального притока крови в орган. Это достигается сдавливанием сосудов с помощью манжеты, например наложенной на плечо, и накачиванием в манжету воздуха под давлением выше венозного, но ниже артериального. Конечность помещается в камеру, заполненную жидкостью (плетизмограф), обеспечивающей регистрацию прироста её объёма (используются также воздушные герметически закрытые камеры). Реография (реоплетизмография) — регистрация изменений сопротивления электрическому току, пропускаемому через ткань; это сопротивление обратно пропорционально кровенаполнению ткани или органа. Используются также флоуметрия, основанная на разных физических принципах, и индикаторные методы. Например, при электромагнитной расходометрии датчик флоуметра плотно накладывают на исследуемый артериальный сосуд и осуществляют непрерывную регистрацию кровотока, основанную на явлении электромагнитной индукции. При этом движущаяся по сосуду кровь выполняет функцию сердечника электромагнита, генерируя напряжение, которое снимается электродами датчика. При использовании индикаторного метода в артерию региона или органа быстро вводят известное количество индикатора, не способного диффундировать в ткани (красители или радиоизотопы, фиксированные на белках крови), а в венозной крови через равные промежутки времени в течение 1-й минуты после введения индикатора определяют его концентрацию, по которой строят кривую разведения, а затем рассчитывают объём кровотока. Индикаторные методы с использованием различных радиоизотопов применяются в практической медицине для определения объёмного кровотока в мозге, почках, печени, миокарде человека.

### Линейная скорость кровотока

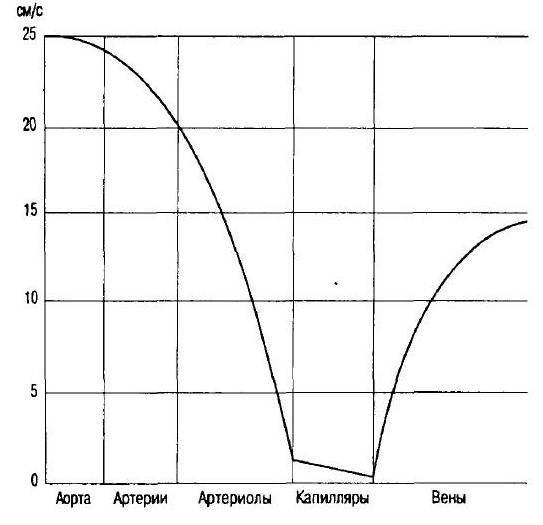
Изменение линейной скорости кровотока в различных сосудах

Это путь, проходимый в единицу времени частицей крови в сосуде. Линейная скорость в сосудах разного типа различна (см. рисунок справа) и зависит от объёмной скорости кровотока и площади поперечного сечения сосудов.
При равенстве объёмной скорости кровотока в разных отделах сосудистого русла: в аорте, суммарно — в полых венах, в капиллярах — линейная скорость кровотока наименьшая в капиллярах, где самая большая
суммарная площадь поперечного сечения.
В практической медицине линейную скорость кровотока измеряют с помощью ультразвукового и индикаторного методов, чаще определяют время полного кругооборота крови, которое равно 21—23 с.
Для его определения в локтевую вену вводят индикатор (эритроциты, меченные радиоактивным изотопом, раствор метиленового синего и др.) и отмечают время его первого появления в венозной крови этого
же сосуда в другой конечности. Для определения времени кровотока на участке «капилляры лёгких — капилляры уха» используют в качестве метки кислород, поступающий в лёгкие после задержки дыхания,
и отмечают время его появления в капиллярах уха с помощью чувствительного оксиметра. Ультразвуковое определение скорости кровотока основано на эффекте Доплера. Ультразвук посылается через сосуд в диагональном направлении, и отражённые волны улавливаются. По разнице частот исходных
и отражённых волн, которая пропорциональна скорости движения частиц крови, определяют линейную скорость кровотока.

## Движение крови по артериям

### Энергия, обеспечивающая движение крови по сосудам
создаётся сердцем. В результате постоянного циклического выброса крови в аорту создаётся и поддерживается высокое гидростатическое давление в сосудах большого круга кровообращения (130/70 мм рт. ст.), которое является причиной движения крови. Весьма важным вспомогательным фактором движения крови по артериям является их эластичность, которая обеспечивает ряд преимуществ:
1. Уменьшает нагрузку на сердце и, естественно, расход энергии на обеспечение движения крови, что особенно важно для большого круга кровообращения. Это достигается, во-первых, за счёт того, что сердце не преодолевает инерционность столба жидкости и одномоментно силы трения по всему сосудистому руслу, поскольку очередная порция крови, выбрасываемая левым желудочком во время систолы, размещается в начальном отделе аорты за счёт её поперечного расширения (выбухания). Во-вторых, при этом значительная часть энергии сокращения сердца не «теряется», а переходит в потенциальную энергию эластической тяги аорты. Эластическая тяга сжимает аорту и продвигает кровь дальше от сердца во время его отдыха и наполнения камер сердца очередной порцией крови, что происходит после выброса каждой порции крови.
2. Непрерывное движение крови обеспечивает больший кровоток в сосудистой системе в единицу времени.
3. Эластичность сосудов обеспечивает также большую их ёмкость.
4. В случае снижения АД эластическая тяга обеспечивает сужение артерий, что способствует поддержанию кровяного давления. Фактор эластичности артериальных сосудов создаёт перечисленные преимущества и в малом круге кровообращения, но выражены они меньше из-за низкого давления и меньшего сопротивления току крови. Однако кровоток в артериальной системе имеет пульсирующий характер вследствие того, что кровь поступает в аорту порциями в период изгнания из желудочка. В восходящем отделе аорты скорость кровотока наибольшая к концу первой трети периода изгнания, затем она уменьшается до нуля, а в протодиастолическом периоде, до закрытия аортальных клапанов, наблюдается обратный ток крови. В нисходящей аорте и её ветвях скорость кровотока также зависит от фазы сердечного цикла. Пульсирующий характер кровотока сохраняется до артериол, в капиллярах большого круга кровообращения пульсовые колебания скорости кровотока отсутствуют в большинстве региональных сетей; в капиллярах же малого круга кровообращения пульсирующий характер кровотока сохраняется.

### Характеристика артериального давления крови
Наблюдаются также пульсовые колебания давления, возникающие в начальном сегменте аорты, а затем распространяющиеся дальше. В начале систолы давление быстро повышается, а затем снижается, продолжая
плавно уменьшаться и в покое сердца, но оставаясь достаточно высоким до следующей систолы. Пик давления, регистрируемый во время систолы, называют систолическим артериальным давлением (Рс), минимальное значение давления во время покоя сердца — диастолическим (Рд). Разницу между систолическим и диастолическим давлением называют пульсовым давлением (Рп). Среднее артериальное давление (Рср.) — это давление, вычисленное путём интегрирования во времени кривой пульсового колебания давления (см. выше раздел «Основные закономерности»). Для центральных артерий его ориентировочно вычисляют по формуле:
Рср.=Рд.+1/3Рп.
Давление крови в аорте и крупных артериях большого круга называют системным. В норме у взрослых людей систолическое давление в плечевой артерии находится в диапазоне 115—140 мм рт. ст., диастолическое — 60—90 мм рт. ст., пульсовое — 30—60 мм рт. ст., среднее — 80—100 мм рт. ст. Величина кровяного давления увеличивается с возрастом, но в норме не выходит за указанные границы; систолическое давление 140 мм рт. ст. и более, а диастолическое 90 мм рт. ст. и более свидетельствуют о гипертензии (повышении давления).

### Методы измерения кровяного давления
Методы измерения кровяного давления подразделяют на прямые и косвенные. В 1733 г. Хейлс впервые измерил кровяное давление прямым способом у ряда домашних животных с помощью стеклянной трубки. При прямом измерении давления катетер или иглу вводят в сосуд и соединяют с прибором для измерения кровяного давления (манометром). На кривой АД, записанного прямым методом, регистрируются, кроме пульсовых, также дыхательные волны кровяного давления: при вдыхании оно ниже, чем при выдыхании. Непрямые методы разработаны Рива-Роччи и Коротковым. В настоящее время используют автоматические или полуавтоматические методы измерения АД, основанные на методе Короткова; для диагностических целей применяют мониторирование АД с автоматической регистрацией его величины до 500 раз в сутки.

### Скорость распространения пульсовой волны

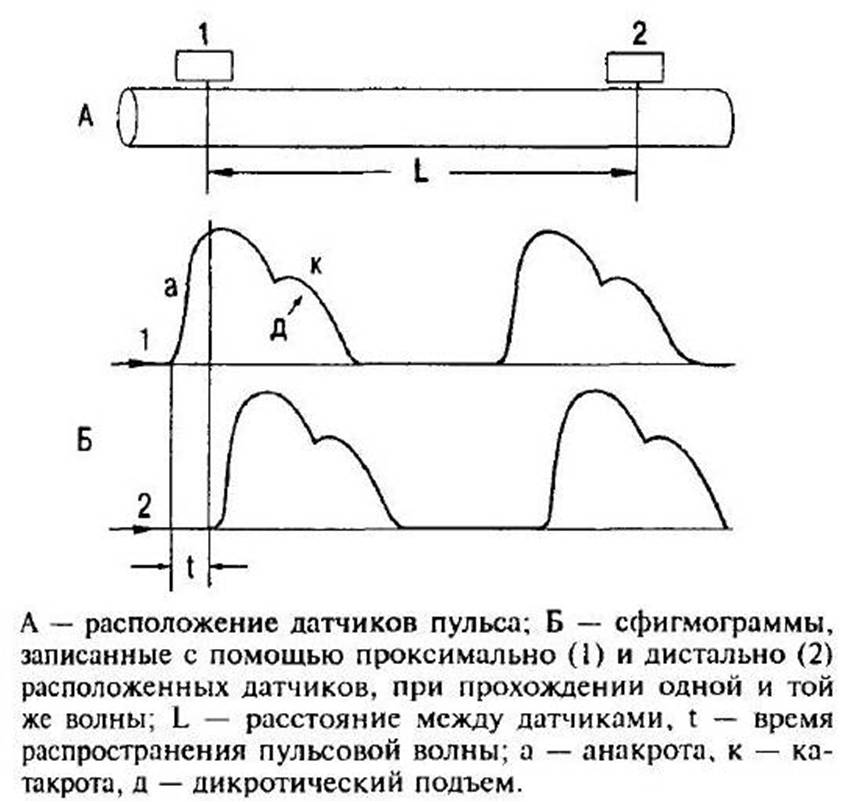
Определение скорости распространения пульсовой волны

Повышение артериального давления во время систолы сопровождается растяжением эластических стенок сосудов — пульсовыми колебаниями поперечного сечения или объёма. Пульсовые колебания давления и объёма распространяются с гораздо большей скоростью, чем скорость кровотока. Скорость распространения пульсовой волны зависит от растяжимости сосудистой стенки и отношения толщины стенки к радиусу сосуда, поэтому данный показатель используют для характеристики упруго-эластических свойств и тонуса сосудистой стенки. При снижении растяжимости стенки с возрастом (атеросклероз) и при повышении тонуса мышечной оболочки сосуда скорость распространения пульсовой волны увеличивается. В норме у взрослых людей скорость распространения пульсовой волны в сосудах эластического типа равна 5—8 м/с, в сосудах мышечного типа — 6—10 м/с.
Для определения скорости распространения пульсовой волны одновременно регистрируют две сфигмограммы (кривых пульса): один датчик пульса устанавливают над проксимальным, а другой — над дистальным
отделами сосуда. Так как для распространения волны по участку сосуда между датчиками требуется время, то его и рассчитывают по запаздыванию волны дистального участка сосуда относительно волны проксимального. Определив расстояние между двумя датчиками, можно рассчитать скорость распространения пульсовой волны.

### Артериальный пульс
Доступен для пальпаторного исследования (прощупывания) в местах, где артерия располагается близко к поверхности кожи, а под ней находится костная ткань. По артериальному пульсу можно получить предварительное представление о функциональном состоянии сердечно-сосудистой системы. Так, частота пульса характеризует частоту сокращений сердца. Редкий пульс (менее 60/мин) соответствует брадикардии, частый (более 90/мин) — тахикардии. Ритм пульса (пульс ритмичный, аритмичный) даёт представление о водителях ритма сердца. В норме чаще выявляется «дыхательная аритмия» сердца; другие виды аритмий (экстрасистолия, мерцательная аритмия) более точно определяются с помощью ЭКГ. В клинической практике оценивают также высоту, скорость, напряжение пульса и его симметричность на обеих руках (ногах). На кривой регистрации пульса — сфигмограмме — отражаются повышение давления в артериях во время систолы желудочка (анакрота), снижение давления при расслаблении желудочков (катакрота) и небольшое увеличение давления под влиянием отражённого удара гидравлической волны о замкнутый полулунный клапан — дикротический подъём (дикрота).

## Микроциркуляция

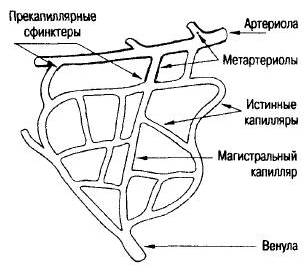
Микроциркуляторное русло

В микроциркуляторном русле осуществляется транспорт веществ через стенку капилляров, в результате чего клетки органов и тканей обмениваются с кровью теплом, водой и другими веществами, образуется лимфа.

### Транскапиллярный обмен веществ
Происходит путём диффузии, облегчённой диффузии, фильтрации, осмоса и трансцитоза. Интенсивность всех этих процессов, разных по физико-химической природе, зависит от объёма кровотока в системе микроциркуляции (величина его может возрастать за счёт увеличения количества функционирующих капилляров, то есть площади обмена, и линейной скорости кровотока), а также определяется проницаемостью обменной поверхности.
Обменная поверхность капилляров гетерогенна по своему строению: она состоит из чередующихся белковой, липидной и водной фаз. Липидная фаза представлена почти всей поверхностью эндотелиальной клетки, белковая — переносчиками и ионными каналами, водная — межэндотелиальными порами и каналами, имеющими разный диаметр, а также фенестрами (окнами) эндотелиоцитов. Эффективный радиус водных пор и каналов определяет размер водорастворимых молекул, которые могут проходить через них свободно, ограничено или вообще не проходить, то есть проницаемость капилляров для разных веществ неодинакова.
Свободно диффундирующие вещества быстро переходят в ткани, и диффузионное равновесие между кровью и тканевой жидкостью достигается уже в начальной (артериальной) половине капилляра. Для ограниченно
диффундирующих веществ требуется большее время установления диффузионного равновесия, и оно либо достигается на венозном конце капилляра, или не устанавливается вообще. Поэтому для веществ, транспортируемых только диффузией, имеет большое значение линейная скорость капиллярного кровотока.
Если скорость транскапиллярного транспорта веществ (чаще — диффузии) меньше, чем скорость кровотока, то вещество может выноситься с кровью из капилляра, не успев вступить в диффузионное равновесие с жидкостью межклеточных пространств. При определённой величине скорости кровоток может лимитировать количество перешедшего в ткани или, наоборот, выводимого из тканей вещества. Поток свободно диффундирующих веществ в основном зависит от площади поверхности обмена, то есть от количества функционирующих капилляров, поэтому транспорт свободно диффундирующих веществ может ограничиваться при снижении объёмной скорости кровотока.
Та часть объёма кровотока, из которой в процессе транскапиллярного перехода извлекаются вещества, называется нутритивным кровотоком, остальной объём — шунтовым кровотоком (объём функционального шунтирования).
Для характеристики гидравлической проводимости капилляров используют коэффициент капиллярной фильтрации. Его выражают количеством миллилитров жидкости, которое фильтруется в течение 1 мин в 100 г ткани в расчёте на 1 мм рт. ст. фильтрационного давления.

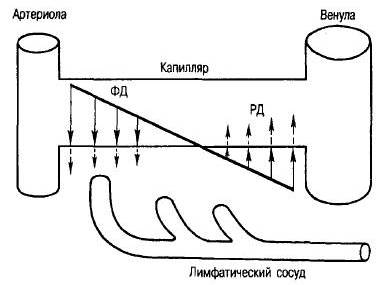
Обмен жидкости через стенку капилляра. Стрелками обозначены направления движения жидкости и изменения величины движущей силы по ходу капилляра. ФД — фильтрационное давление, РД — реабсорбционное давление

Фильтрационное давление (ФД) обеспечивает фильтрацию жидкости в артериальном конце капилляра, в результате чего она перемещается из капилляров в интерстициальное пространство. ФД является результатом взаимодействия разнонаправленных сил: способствуют фильтрации гидростатическое давление крови (ГДк = 30 мм рт. ст.) и онкотическое давление тканевой жидкости (ОДт = 5 мм рт. ст.). Препятствует фильтрации онкотическое давление плазмы крови (ОДк = 25 мм рт. ст.). Гидростатическое давление в интерстиции колеблется около нуля (то есть оно несколько ниже или выше атмосферного), поэтому ФД равно:
ФД = ГДк + ОДт — ОДк = 30 + 5 — 25 = 10 (мм рт. ст.)
По мере продвижения крови по капилляру ГДк снижается до 15 мм рт. ст., поэтому силы, способствующие фильтрации, становятся меньше сил, противодействующих фильтрации. Таким образом, формируется реабсорбционное давление (РД), обеспечивающее перемещение жидкости в венозном конце из интерстиция в капилляры.
РД = ОДк — ГДк — ОДт = 25 — 15 — 5 = 5 (мм рт. ст.)
Соотношение и направления сил, обеспечивающих фильтрацию и реабсорбцию жидкости в капиллярах, показаны на рисунке слева.
Таким образом, фильтрационное давление больше, чем реабсорбционное, но поскольку проницаемость для воды венозной части микроциркуляторного русла выше проницаемости артериального конца капилляра, то количество фильтрата лишь незначительно превышает количество реабсорбируемой жидкости; излишек воды из тканей удаляется через лимфатическую систему.
Согласно классической теории Старлинга, между объёмом жидкости, фильтрующейся в артериальном конце капилляра, и объёмом жидкости, реабсорбируемой в венозном конце (и удаляемой лимфатическими сосудами), в норме существует динамическое равновесие. Если оно нарушается, происходит перераспределение воды между сосудистым и межклеточным секторами. В случае накопления воды в интерстиции возникает отёк и жидкость начинает интенсивнее дренироваться терминальными лимфатическими сосудами. Регуляция всех механизмов массопереноса через стенку капилляров осуществляется путём изменений количества функционирующих капилляров и их проницаемости. В покое во многих тканях функционирует лишь 25—30 % капилляров от их общего количества, при деятельном состоянии их число возрастает, например, в скелетных мышцах до 50—60 %. Проницаемость сосудистой стенки увеличивается под влиянием гистамина, серотонина, брадикинина, по-видимому, вследствие трансформации малых пор в большие. В случае, когда промежутки между эндотелиальными клетками заполнены компонентами соединительной ткани, действие гуморальных факторов может проявляться в сдвигах стерического (под стерическим подразумевается взаимодействие, связанное с наличием у молекул размера и формы, что накладывает жёсткие ограничения на способы их размещения в пространстве) ограничения межклеточного матрикса для перемещения молекул. С таким влиянием связывают увеличение проницаемости под влиянием гиалуронидазы и снижение — при действии ионов кальция, витаминов Р, С, катехоламинов.

### Скорость кровотока
в отдельных капиллярах определяют с помощью биомикроскопии, дополненной кинотелевизионным и другими методами. Среднее время прохождения эритроцита через капилляр большого круга кровообращения составляет у человека 2,5 с, в малом круге — 0,3—1 с.

## Движение крови по венам
Венозная система принципиально отличается от артериальной.

### Давление крови в венах
Значительно ниже, чем в артериях, и может быть ниже атмосферного (в венах, расположенных в грудной полости, — во время вдоха; в венах черепа — при вертикальном положении тела); венозные сосуды имеют более тонкие стенки, и при физиологических изменениях внутрисосудистого давления меняется их ёмкость (особенно в начальном отделе венозной системы), во многих венах имеются клапаны, препятствующие обратному току крови. Давление в посткапиллярных венулах равно 10—20 мм рт. ст., в полых венах вблизи сердца оно колеблется в соответствии с фазами дыхания от +5 до —5 мм рт. ст. — следовательно, движущая сила (ΔР) составляет в венах около 10—20 мм рт. ст., что в 5—10 раз меньше движущей силы в артериальном русле. При кашле и натуживании центральное венозное давление может возрастать до 100 мм рт. ст., что препятствует движению венозной крови с периферии. Давление в других крупных венах также имеет пульсирующий характер, но волны давления распространяются по ним ретроградно — от устья полых вен к периферии. Причиной появления этих волн являются сокращения правого предсердия и правого желудочка. Амплитуда волн по мере удаления от сердца уменьшается. Скорость распространения волны давления составляет 0,5—3,0 м/с. Измерение давления и объёма крови в венах, расположенных вблизи сердца, у человека чаще проводят с помощью флебографии яремной вены. На флебограмме выделяют несколько последовательных волн давления и кровотока, возникающих в результате затруднения притока крови к сердцу из полых вен во время систолы правых предсердия и желудочка. Флебография используется в диагностике, например, при недостаточности трёхстворчатого клапана, а также при расчётах величины давления крови в малом круге кровообращения.

### Причины движения крови по венам
Основная движущая сила — разность давлений в начальном и конечном отделах вен, создаваемой работой сердца. Имеется ряд вспомогательных факторов, влияющих на возврат венозной крови к сердцу.
1. Перемещение тела и его частей в гравитационном поле
В растяжимой венозной системе большое влияние на возврат венозной крови к сердцу оказывает гидростатический фактор. Так, в венах, расположенных ниже сердца, гидростатическое давление столба крови суммируется с давлением крови, создаваемым сердцем. В таких венах давление возрастает, а в расположенных выше сердца — падает пропорционально расстоянию от сердца. У лежащего человека давление в венах на уровне стопы равно примерно 5 мм рт. ст. Если человека перевести в вертикальное положение с помощью поворотного стола, то давление в венах стопы повысится до 90 мм рт. ст. При этом венозные клапаны предотвращают обратный ток крови, но венозная система постепенно наполняется кровью за счёт притока из артериального русла, где давление в вертикальном положении возрастает на ту же величину. Ёмкость венозной системы при этом увеличивается из-за растягивающего действия гидростатического фактора, и в венах дополнительно накапливается 400—600 мл притекающей из микрососудов крови; соответственно на эту же величину снижается венозный возврат к сердцу. Одновременно в венах, расположенных выше уровня сердца, венозное давление уменьшается на величину гидростатического давления и может стать ниже атмосферного. Так, в венах черепа оно ниже атмосферного на 10 мм рт. ст., но вены не спадаются, так как фиксированы к костям черепа. В венах лица и шеи давление равно нулю, и вены находятся в спавшемся состоянии. Отток осуществляется через многочисленные анастомозы системы наружной яремной вены с другими венозными сплетениями головы. В верхней полой вене и устье яремных вен давление в положении стоя равно нулю, но вены не спадаются из-за отрицательного давления в грудной полости. Аналогичные изменения гидростатического давления, венозной ёмкости и скорости кровотока происходят также при изменениях положения (поднимании и опускании) руки относительно сердца.
2. Мышечный насос и венозные клапаны
При сокращении мышц сдавливаются вены, проходящие в их толще. При этом кровь выдавливается по направлению к сердцу (обратному току препятствуют венозные клапаны). При каждом мышечном сокращении кровоток ускоряется, объём крови в венах уменьшается, а давление крови в венах снижается. Например, в венах стопы при ходьбе давление равно 15—30 мм рт. ст., а у стоящего человека — 90 мм рт. ст. Мышечный насос уменьшает фильтрационное давление и предупреждает накопление жидкости в интерстициальном пространстве тканей ног. У людей, стоящих длительное время, гидростатическое давление в венах нижних конечностей обычно выше, и эти сосуды растянуты сильнее, чем у тех, кто попеременно напрягает мышцы голени, как при ходьбе, для профилактики венозного застоя. При неполноценности венозных клапанов сокращения мышц голени не столь эффективны. Мышечный насос усиливает также отток лимфы по лимфатической системе.
3. Движению крови по венам к сердцу
способствует также пульсация артерий, ведущая к ритмичному сдавлению вен. Наличие клапанного аппарата в венах предотвращает обратный ток крови в венах при их сдавливании.
4. Дыхательный насос
Во время вдоха давление в грудной клетке уменьшается, внутригрудные вены расширяются, давление в них снижается до —5 мм рт. ст., происходит засасывание крови, что способствует возврату крови к сердцу, особенно по верхней полой вене. Улучшению возврата крови по нижней полой вене способствует одновременное небольшое увеличение внутрибрюшного давления, увеличивающее локальный градиент давления. Однако во время выдоха приток крови по венам к сердцу, напротив, уменьшается, что нивелирует возрастающий эффект.
5. Присасывающее действие сердца
способствует кровотоку в полых венах в систоле (фаза изгнания) и в фазе быстрого наполнения. Во время периода изгнания атриовентрикулярная перегородка смещается вниз, увеличивая объём предсердий, вследствие чего давление в правом предсердии и прилегающих отделах полых вен снижается. Кровоток увеличивается из-за возросшей разницы давления (присасывающий эффект атриовентрикулярной перегородки). В момент открытия атриовентрикулярных клапанов давление в полых венах снижается, и кровоток по ним в начальном периоде диастолы желудочков возрастает в результате быстрого поступления крови из правого предсердия и полых вен в правый желудочек (присасывающий эффект диастолы желудочков). Эти два пика венозного кровотока можно наблюдать на кривой объёмной скорости кровотока верхней и нижней полых вен.

### Линейная скорость кровотока
в венах, как и в других отделах сосудистого русла, зависит от суммарной площади поперечного сечения,
поэтому она наименьшая в венулах (0,3—1,0 см/с), наибольшая — в полых венах (10—25 см/с). Течение крови в венах ламинарное, но в месте впадения двух вен в одну возникают вихревые потоки, перемешивающие кровь, её состав становится однородным.

## Особенности кровотока в органах
Системное артериальное давление (АД), то есть давление в крупных артериях большого круга, обеспечивает одинаковую возможность кровотока в любом органе. Однако в реальной действительности интенсивность
кровотока в различных органах весьма вариабельна и может изменяться в соответствии с запросами метаболизма в широком диапазоне, который также различен.

### Лёгкие
В лёгких выделяют две сосудистые системы: основная из них — это малый круг кровообращения, в нём осуществляется газообмен с альвеолярным воздухом, вторая является частью системы большого круга кровообращения и предназначена для кровоснабжения лёгочной ткани; через эту систему сосудов проходит всего 1—2 % минутного выброса сердца. Венозная кровь из неё частично сбрасывается в вены малого круга.
Малый круг кровообращения является системой низкого давления: систолическое давление в лёгочной артерии составляет 25—35 мм рт. ст., диастолическое — около 10 мм рт. ст., среднее давление — 13—15 мм рт. ст. Низкое АД объясняется высокой растяжимостью сосудов, широким их просветом, меньшей длиной и поэтому малым сопротивлением току крови. Артерии малого круга тонкостенны, им присущи выраженные эластические свойства. Гладкомышечные волокна имеются только в мелких артериях и прекапиллярных сфинктерах, типичных артериол малый круг не содержит. Лёгочные капилляры короче и шире системных, по строению они относятся к сплошным капиллярам, их площадь — 60—90 м2, проницаемость для воды и водорастворимых веществ небольшая. Давление в капиллярах лёгких равно 6—7 мм рт. ст., время пребывания эритроцита в капилляре — 0,3—1 с. Скорость кровотока в капиллярах зависит от фазы работы сердца: в систоле кровоток интенсивнее, чем в диастоле. Вены и венулы, как и артерии, содержат мало гладкомышечных элементов и легко растяжимы. В них также прослеживаются пульсовые колебания кровотока.
Базальный тонус лёгочных сосудов незначителен, поэтому адаптация их к увеличению кровотока является чисто физическим процессом, связанным с высокой их растяжимостью. Минутный объём кровотока может возрасти в 3—4 раза без существенного повышения среднего давления и зависит от венозного притока из большого круга кровообращения. Так, при переходе от глубокого вдоха к выдоху объём крови в лёгких может снизиться от 800 до 200 мл. Кровоток в разных частях лёгкого также зависит от положения тела.
На кровоток в капиллярах, оплетающих альвеолы, влияет и альвеолярное давление. Капилляры во всех тканях, кроме лёгких, представляют собой туннели в геле, защищённые от сдавливающих влияний. В лёгких же со стороны полости альвеол отсутствуют такие демпфирующие влияния межклеточной среды на капилляры, поэтому колебания альвеолярного давления во время вдоха и выдоха вызывают синхронные изменения давления и скорости капиллярного кровотока. При наполнении лёгких воздухом при избыточном давлении во время искусственной вентиляции лёгких кровоток в большинстве лёгочных зон может прекратиться.

### Коронарные сосуды
Коронарные артерии берут начало в устье аорты, левая кровоснабжает левый желудочек и левое предсердие, частично — межжелудочковую перегородку, правая — правое предсердие и правый желудочек, часть межжелудочковой перегородки и заднюю стенку левого желудочка. У верхушки сердца веточки разных
артерий проникают внутрь и снабжают кровью внутренние слои миокарда и сосочковые мышцы; коллатерали между ветвями правой и левой коронарных артерий развиты слабо. Венозная кровь из бассейна левой коронарной артерии оттекает в венозный синус (80—85 % крови), а затем в правое предсердие; 10—15 % венозной крови поступает через вены Тебезия в правый желудочек. Кровь из бассейна правой коронарной
артерии оттекает через передние сердечные вены в правое предсердие. В покое через коронарные артерии человека протекает 200—250 мл крови в минуту, что составляет около 4-6 % минутного выброса сердца.
Плотность капиллярной сети миокарда в 3—4 раза больше, чем в скелетной мышце, и равна 3500—4000 капилляров в 1 мм3, а общая площадь диффузионной поверхности капилляров составляет здесь 20 м2. Это создаёт хорошие условия для транспорта кислорода к миоцитам. Сердце потребляет в покое 25—30 мл кислорода в минуту, что составляет примерно 10 % от общего потребления кислорода организмом. В покое используется половина диффузионной площади капилляров сердца (это больше, чем в других тканях), 50 % капилляров не функционирует, находится в резерве. Коронарный кровоток в покое составляет четверть от максимального, то есть имеется резерв увеличения кровотока в 4 раза. Это увеличение происходит не только за счёт использования резервных капилляров, но также в связи с повышением линейной скорости кровотока.
Кровоснабжение миокарда зависит от фазы сердечного цикла, при этом на кровоток влияют два фактора: напряжение миокарда, сдавливающее артериальные сосуды, и давление крови в аорте, создающее движущую силу коронарного кровотока. В начале систолы (в период напряжения) кровоток в
левой коронарной артерии полностью прекращается в результате механических препятствий (ветви артерии пережимаются сокращающейся мышцей), а в фазе изгнания кровоток частично восстанавливается благодаря высокому давлению крови в аорте, противодействующему сдавливающей сосуды механической
силе. В правом желудочке кровоток в фазе напряжения страдает незначительно. В диастоле и покое коронарный кровоток возрастает пропорционально проделанной в систоле работе по перемещению объёма
крови против сил давления; этому способствует и хорошая растяжимость коронарных артерий. Увеличение кровотока приводит к накоплению энергетических резервов (АТФ и креатинфосфата) и депонированию кислорода миоглобином; эти резервы используются во время систолы, когда приток кислорода ограничен.

### Головной мозг
Снабжается кровью из бассейна внутренних сонных и позвоночных артерий, которые образуют у основания мозга виллизиев круг. От него отходят шесть церебральных ветвей, идущих к коре, подкорке и среднему мозгу. Продолговатый мозг, мост, мозжечок и затылочные доли коры большого мозга снабжаются кровью от базилярной артерии, образующейся при слиянии позвоночных артерий. Венулы и мелкие вены ткани мозга не обладают ёмкостной функцией, так как, находясь в веществе мозга, заключённом в костную полость, они нерастяжимы. Венозная кровь оттекает от мозга по яремной вене и ряду венозных сплетений, связанных с верхней полой веной.
Мозг капилляризован на единицу объёма ткани примерно так же, как сердечная мышца, но резервных капилляров в мозге мало, в покое функционируют практически все капилляры. Поэтому увеличение кровотока в микрососудах мозга связывают с повышением линейной скорости кровотока, которая может возрастать в 2 раза. Капилляры мозга относятся по строению к соматическому (сплошному) типу с низкой проницаемостью для воды и водорастворимых веществ; это создаёт гемато-энцефалический барьер. Липофильные вещества, кислород и углекислый газ легко диффундируют через всю поверхность капилляров, а кислород — даже через стенку артериол. Высокая проницаемость капилляров для таких жирорастворимых веществ, как этиловый спирт, эфир и др., может создавать их концентрации, при которых не только нарушается работа нейронов, но и происходит их разрушение. Водорастворимые вещества, необходимые для работы нейронов (глюкоза, аминокислоты), транспортируются из крови в ЦНС через эндотелий капилляров специальными переносчиками согласно градиенту концентрации (облегчённой диффузией). Многие циркулирующие в крови органические соединения, например катехоламины и серотонин, не проникают через гематоэнцефалический барьер, так как разрушаются специфическими ферментными системами эндотелия капилляров. Благодаря избирательной проницаемости барьера в мозге создаётся свой собственный состав внутренней среды.
Энергетические потребности мозга высоки и в целом относительно постоянны. Мозг человека потребляет примерно 20 % всей энергии, расходуемой организмом в покое, хотя масса мозга составляет лишь 2 % массы тела. Энергия затрачивается на химическую работу синтеза различных органических соединений и на работу насосов по переносу ионов вопреки градиенту концентрации. В связи с этим для нормального функционирования мозга исключительное значение имеет постоянство его кровотока. Любое не связанное с функцией мозга изменение его кровоснабжения может нарушить нормальную деятельность нейронов. Так, полное прекращение притока крови к мозгу через 8—12 с ведёт к потере сознания, а спустя 5—7 мин в коре больших полушарий начинают развиваться необратимые явления, через 8—12 мин погибают многие нейроны коры.
Кровоток через сосуды головного мозга у человека в покое равен 50—60 мл/мин на 100 г ткани, в сером веществе — приблизительно 100 мл/мин на 100 г, в белом — меньше: 20—25 мл/мин на 100 г. Мозговой кровоток в целом составляет примерно 15 % от минутного выброса сердца. Мозгу свойственна хорошая миогенная и метаболическая ауторегуляция кровотока. Ауторегуляция мозгового кровотока заключается в способности церебральных артериол увеличивать свой диаметр в ответ на снижение давления крови и, наоборот, уменьшать свой просвет в ответ на его повышение, благодаря чему локальный мозговой кровоток остаётся практически постоянным при изменениях системного артериального давления от 50 до 160 мм рт. ст. Экспериментально показано, что в основе механизма ауторегуляции лежит способность церебральных артериол поддерживать постоянство натяжения собственных стенок. (По закону Лапласа натяжение стенки равно произведению радиуса сосуда на внутрисосудистое давление).

### Книги
1. ↑  Физиология человека / под редакцией профессора В. М. Смирнова. — 1-е издание. — М.: Медицина, 2002. — 608 с. — ISBN 5-225-04175-2.
2. ↑  Фундаментальная и клиническая физиология / под ред. А. Камкина, А. Каменского. — М.: Academia, 2004. — 1072 с. — ISBN 5-7695-1675-5.
3. ↑  Гуревич М. И., Бернштен С. А. Основы гемодинамики. — Киев: Наук. думка, 1979. — 232 с.

### Статьи
1. ↑  Александрин В. В.,. Связь миогенной реакции с ауторегуляцией мозгового кровотока // Бюллетень экспериментальной биологии и медицины : journal. — 2010. — Т. 150, № 8. — С. 127—131. — ISSN 0365-9615.